# Roberto Hilbert
Roberto Hilbert (ur. 16 października 1984 w Forchheim) – piłkarz niemiecki grający na pozycji prawoskrzydłowego.

## Kariera klubowa
Hilbert jest wychowankiem klubu SpVgg Jahn Forchheim, do którego trafił już w wieku 6 lat w 1990 roku. Następnie 3 lata terminował w juniorskiej drużynie 1. FC Nürnberg, po czym w 1996 roku wrócił do Forchheim, a następnie grał jeszcze w młodzieżowej drużynie SpVgg Greuther Fürth. W 2002 roku przeszedł do 1. SC Feucht, z którym wystąpił w Oberlidze i na koniec sezonu awansował do Regionalligi Południowej. Także na szczeblu trzeciej ligi Hilbert spisywał się przyzwoicie i zdobył 10 bramek, co spowodowało, że trenerzy z Fürth z powrotem zatrudnili Roberto w swojej drużynie.
W 2. Bundeslidze Hilbert zadebiutował 8 sierpnia w wygranym 1:0 meczu z LR Ahlen. Przez pierwszą część sezonu był rezerwowym, ale z czasem wywalczył miejsce w wyjściowej jedenastce i zajął z Fürth 5. miejsce, a sam zdobył 5 goli w lidze. W sezonie 2005/2006 był już jednym z czołowych graczy swojej driżyny i strzelił dla niej 3 gole.
Latem 2006 za 1,3 miliona euro Hilbert przeszedł do pierwszoligowego VfB Stuttgart, do którego ściągnął go trener klubu, Armin Veh. W Stuttgarcie Hilbert zadebiutował 12 sierpnia w przegranym 0:3 meczu z 1. FC Nürnberg. Szybko stał się zawodnikiem pierwszego składu oraz jednym z czołowych zawodników VfB. 16 września w meczu z Werderem Brema, wygranym 2:3 najpierw zdobył samobójczego gola, a następnie trafił już do bramki przeciwników. W całym sezonie rozegrał wszystkie 34 ligowe mecze i zdobył w nich łącznie 7 goli (trzeci strzelec drużyny) i walnie przyczynił się do wywalczenia pierwszego od 15 lat mistrzostwa przez stuttgarcki klub.
W 2010 roku Hilbert przeszedł do Beşiktaşu JK. W sezonie 2010/2011 zdobył z nim Puchar Turcji. W Beşiktaşie grał do końca sezonu 2012/2013. Latem 2013 został zawodnikiem Bayeru 04 Leverkusen.
| Sezon   | Klub                 | Kraj   | Rozgrywki     | Mecze | Bramki |
| ------- | -------------------- | ------ | ------------- | ----- | ------ |
| 2002/03 | 1. SC Feucht         | Niemcy | Oberliga      | 22    | 10     |
| 2003/04 | 1. SC Feucht         | Niemcy | Regionalliga  | 26    | 10     |
| 2004/05 | SpVgg Greuther Fürth | Niemcy | 2. Bundesliga | 26    | 5      |
| 2005/06 | SpVgg Greuther Fürth | Niemcy | 2. Bundesliga | 34    | 3      |
| 2006/07 | VfB Stuttgart        | Niemcy | Bundesliga    | 34    | 7      |
| 2007/08 | VfB Stuttgart        | Niemcy | Bundesliga    | 32    | 4      |
| 2008/09 | VfB Stuttgart        | Niemcy | Bundesliga    | 31    | 3      |
| 2009/10 | VfB Stuttgart        | Niemcy | Bundesliga    | 23    | 2      |
| 2010/11 | Beşiktaş JK          | Turcja | Süper Lig     | 25    | 1      |
| 2011/12 | Beşiktaş JK          | Turcja | Süper Lig     | 24    | 1      |
| 2012/13 | Beşiktaş JK          | Turcja | Süper Lig     | 32    | 3      |
| 2013/14 | Bayer 04 Leverkusen  | Niemcy | Bundesliga    |       |        |

## Kariera reprezentacyjna
Karierę reprezentacyjną Hilbert rozpoczął od występów w młodzieżowej reprezentacji Niemiec, w której wystąpił w 12 meczach i strzelił 1 gola. Natomiast 28 marca 2007 zadebiutował w pierwszej reprezentacji w meczu z Danią (0:1). W 58. minucie debiutanckiego spotkania został zmieniony przez Paula Freiera.